# Джон Ленчовскі
Джон Ленчовскі — засновник і голова Інституту світової політики.

## Професійна діяльність
Джон Ленчовскі заснував Інститут світової політики як приватний академічний інститут, призначений для навчання мистецтвам управління державою задля захисту американської свободи, включаючи: дипломатію, військову стратегію, миротворчість, громадську дипломатію, формування громадської думки і політичну війну, розвідку і контррозвідку, національну безпеку, економічну стратегію і моральний авторитет.
З 1981 до 1983, Ленчовскі працював у Державному департаменті США на посаді спеціального радника заступника секретаря з політичних питань. З 1983 до 1987, він був Директором з європейських та радянських питань у Раді національної безпеки США. В цій якості він працював головним радником з радянських питань при президентові Рональді Рейгані. Він брав участь у розвитку багатьох політик, які стимулювали до розвалу Радянської імперії. Одна з яких виникла з меморандуму Ленчовскі написаного президентові Рейгану щодо огляду сили Америки і військового стримування шляхом донесення правди про досягнення цілей комунізмом і Радянським Союзом.

## Освіта та інші зв'язки
Ленчовскі здобув освіту у школі-інтернаті Thacher School, отримав рівень бакалавра в Університеті Каліфорнії (Берклі) та отримав рівень магістра і Доктора філософії в. Університет Джонса Гопкінса, факультет сучасних міжнародних досліджень. Його ім'я було пов'язано з декількома академічними і дослідницькими інститутами у Вашингтонському районі, включаючи Джорджтаунський університет, Університет Меріленду, Мерілендський університет (Коледж-Парк), Американський інститут підприємництва, Центр Етики та Публічної Політики, Рада з міжамериканської безпеки і Міжнародний фонд свободи.

## Публікації та виступи у ЗМІ
Він є автором книг: «Повний спектр Дипломатії і Глобальної стратегії: Реформування структури і культури зовнішньої політики США» (вид-во Lexington Books, березень 2011 р.), «Джерела Радянської перестройки» (вид-во Ashbrook Center, Ешлендський Університет, 1990 р.), «Радянське сприйняття зовнішньої політики США» (преса Корнелльського університету, 1982 р.). Його статті публікували у «Уолл-стріт джорнел», «Вошингтон таймс», «Кристіан Саєнс Монітор».

## Особисте життя
Джон Ленчовскі є сином Джорджа Ленчовскі. Одружений, має двох дітей.